# Cole Holcomb
Cole Holcomb (New Smyrna Beach, 30 luglio 1996) è un giocatore di football americano statunitense che milita nel ruolo di linebacker per i Pittsburgh Steelers della National Football League (NFL).

## Carriera

### Washington Redskins/Football Team/Commanders
Holdomb fu scelto nel corso del quinto giro (173º assoluto) del Draft NFL 2019 dai Washington Redskins. Debuttò come professionista partendo come titolare nel primo turno contro i Philadelphia Eagles mettendo a segno 9 tackle. Nella settimana 8 contro i Minnesota Vikings forzò un fumble sul wide receiver Stefon Diggs che fu recuperato dal compagno Ryan Anderson nella sconfitta per 19-9.
Nella settimana 12 contro i Detroit Lions, Holcomb guidò la squadra con 13 tackle e mise a segno un sack su Jeff Driskel nella vittoria per 19–16. La sua stagione da rookie si chiuse con 105 tackle, un sack e 3 fumble forzati disputando tutte le 16 partite tranne una come titolare.

### Pittsburgh Steelers
Il 16 marzo 2023 Holcomb firmò un contratto triennale con i Pittsburgh Steelers.